# Desensitisatie in vivo
Desensitisatie in vivo is een vorm van systematische desensitisatie. Het is een soort gedragstherapie waarbij de cliënt zich het onderwerp van de angst niet alleen in gedachten voorstelt, maar ook werkelijk stapsgewijs geconfronteerd wordt met de messen, de spinnen etc. Het is dus een specifieke vorm van exposure in vivo.